# 計算力
計算力（けいさんりょく）とは、計算をする能力そのものをさす用語、あるいは、その能力の度合いを比較検討できるよう、何らかの形で慣例的あるいは学問的に指標化したものである。通常は、計算力の測定/定義の対象は、人間であることが多いが、ごくまれに計算能力を有するとされる動物（チンパンジー等）や、人工知能を対象としている場合もある。計算力は、計算能力と呼ばれることもある。
計算力の測定方法は、計算の速度が速ければ速いほど、計算の正答率が高ければ高いほどよいスコアになるように設定されるが、具体的な測定方法にはいろいろな流儀があり、現在も精神医学、心理学、教育学等の分野においてその測定方法に関する研究が行われている。
「計算力」という概念で規定される能力の意味は、広く一般に目を向ければ、俗なものから学問的なものまで幅広い。
また、「計算力」を定義、測定する上で扱われる計算問題の数学的の難易度もさまざまである。心理学や精神医学において、計算力といった場合にはせいぜい四則演算ぐらいまでだが、教育成果の評価や、コンピテンシーの評価においては、指数、対数の計算や、微積分学の計算のように、学年相応の計算問題をどれだけ早く正確にこなせるかを漠然と示した意味になることが多い。

## 計算力の定義

### 心理学・精神医学における計算力
心理学・精神医学においては、計算力とは、知能の要素の一つと考えられることが多い。
通常、この分野では、標準化されたいくつかのテストを使って、計算力を指標化、測定し、知的障害や、発達障害、痴呆、精神疾患等の障害の発見を行う。また、クレペリンのような、性格検査や、これに類するものとして職業適性検査などの各種適性検査におけるパラメータとして計算力を指標化、測定する。

### 教育学における計算力
教育学における計算力は、知能の要素の一つという意味に加え、算数や数学において、四則演算や指数、対数の計算、微分積分等の計算を正確にあるいは速く正確に行えるか否かを表す学力の指標として、考えられる。いわゆる科学リテラシーの一部として考えられることが多い。

### 技術者に要求される計算力
技術者、研究者（一部）の世界においては、設計計算や、実験結果の事前予想、実験結果の現象論的な解釈において、
- 何が現実世界で影響を及ぼしうるファクターか?
- 何が検討対象に値するか、なにが影響しないのか?
- データがどのような曲線を描くか？

等を検討する必要がある

また、以上の検討を踏まえたうえで、データを適当な統計図表に可視化する必要がある。
さらに、現実の問題をモデルに落とし込み、数値的、あるいは、数理的に解析する必要がある。
ところが、きちんとした解析をしていては、「後の祭り」になる可能性があるため、標語的に「牛を球として扱う」等と言われるように、「何らかの複雑な法則に従っている複雑な現象を、平行平板近似、球体近似等のように、一次近似などの簡略化を用いることで、大雑把に見積もること」（オーダーエスティメーション）能力や「単位換算」などのこまごまとした計算を手際よく行う能力が必要となる。
このように、モデルを初等的なものに限定し、
算数＋αのレベルに基づいて、「桁が合えば充分」といった姿勢で取り扱うことを、オーダーエスティメーションという。
このような能力は、実験を局地戦で行う場合に特に役に立つ。実験家の場合には、適宜得られたデータを、実験ノート上やその他の適切な媒体上で統計図表等にまとめることで随時分析し、
- 「本来同じデータが得られるはずの実験が再現しているか」（単にデータの羅列のみでは、誤差の影響などで再現しているか否かが分からない可能性がある）
- 「何か異常な点はないか」（異常な点は必ずしも誤りではなく、発見に繋がる可能性がある）
- 「計測機器の設定は最適か」
- 「その他何か問題点などがないか」

などを把握し、その実験の対処、軌道修正案をすぐさま立案、実験にフィードバックすることが要求されるが、このような場合には、上記の意味の計算力が功を奏する。
技術者の場合には、「設計対象の仕様に影響を与えるドミナントな支配法則をまず考慮して概略の傾向を数値的に掴むこと」や、「2次的効果を及ぼす項目の洗い出し」を手際よく行うことが要求されるこのような場合にも、上記の意味の計算力が功を奏する。
このような能力を身につける上では、通常の高校、大学レベルまでの演習経験や学生実験等のトレーニングに加え、実際の設計、研究経験が重要だが、そのうえで「現象や法則を、直観的に説明出来、かつ、具体的なオーダー（スケール）まで瞬時に予想できる」よう注意を配る必要がある。
しかしながら、科学系の技術者や研究者、およびそれを目指す者を対象に、この能力、つまり「オーダーエスティメーションの能力」を高めることそのものの指南書は、存在しないか、極めて僅少である。
「即算術」などの計算技法の指南書は多数出ているが、これらの大半は、研究者、技術者との間の意識と乖離しているという指摘がある。設計には公差があり、実験には誤差があり、それを見込んで設計/実験を行うため、少なくとも概算の場合には、必ずしも「完全に正確な計算結果」が必要でない場合が圧倒的多数である（通常は、オーダーと最初の1～2桁以外はあまり意味をなさない）。ところが通常の計算技法の指導書は、「無理に完全な答えを出そうとするあまり、現実の研究、開発の現場で要求されている計算技術としては無駄が多い。さらに「単に、筆算が速い」とか、「桁数の多い四則演算を高速で暗算できる」等といった、一種の”芸”よりもはるかに実践的な”計算力”として重視される傾向がある。また、背後にある物理現象の重要性も極めて大きい。
科学技術の分野での「オーダーエスティメーション」に、「仮説や推定を組み合わせておおよその数字を見積もる」という点において、共通点が多いものとしては、「IT技術者」や「ビジネスプロフェッション」向けに、行われる、いわゆるフェルミ推定といわれるスキルの訓練がある。フェルミ推定においては、「シカゴ市内のピアノの調律師の数を推定せよ」などといった、簡単には調べにくい問題に対し、比較的調べやすいパラメータや、すでに知っている数字から、論理的に推定を与えるトレーニングである。
先述のように、「仮説や推定を組み合わせておおよその数字を見積もる」ことは、科学系の技術者や研究者においてこそ重要であるが、科学系の技術者や研究者が直面する問題には、本質的に物理学や化学、工学の見識を要求される部分が多いため、「いろいろな現象に対して法則、公式をどのように適用して推定していく」という問題に対し、
- 「具体的な（近似）公式に数値を代入する作業」
- 「現実の現象をモデル化する」

の両方に、「思いつき」ではどうにもならない本質的な難点がある。
「具体的な（近似）公式に数値を代入する作業」については、演習書が有効である。
高校レベル、大学レベル
の演習書にあっては、「具体的な（近似）公式に数値を代入する作業」を通じて、
「オーダーやスケール」、「典型的な現象の理解」を定着させることを主眼に置いた書物が多数ある。
また、「現実の現象をモデル化する」という部分まで含めた例解、演習について、計算の例は、寺田寅彦の随筆の中に多く見られ
、ファインマン物理学等の海外の教科書や、朝永振一郎の「量子力学」などの国内の教科書等一部には、このような計算の訓練も行えるよう配慮されている。
このように、「オーダーエスティメーションの能力を高めることそのものの指南書は、存在しないか、極めて僅少である」ものの、部分的にであれば、すでにある本の中でかなりの基礎が培える。

## 計算力の強化

### 総論
「計算力の強化」といっても、「計算力」をどのような文脈でとらえるかによって変わり、文脈によって「強化可能な場合」、「強化可能であるか否かが不明瞭な場合」、「強化可能ではない場合」全てが考えられるが、一般には計算力の強化に関しては
- 計算方法をきちんと理解させ、必要に応じて関係する背景知識を整理させる
- 計算方法を工夫する[1][14]
- 基本となる数字、公式、計算結果を覚える（掛け算九九等）
- 反復練習（百ます計算等）
- 頭の動かし方の工夫（そろばんの珠をイメージする等）
- 計算用紙の使い方の工夫（どのように整理するか等）
- 必要に応じて計算機を利用する
- 必要に応じた、心理学的措置、精神医学的な治療

等の文脈から論じられることが多い。

### 脳科学と計算力強化
最近の脳科学の進展から、脳科学の観点からの「計算力強化」が提案されることが多々あり、その中には一定の科学的方法に基づいた根拠を持つものもあるが、依然仮説の域を出ないと見る向きもある。

### 発達障害等の患者の計算力強化
発達障害等の患者に対しては、適正な資質を持った精神科、心療内科医や各県が運営する発達障害者支援センター等の専門家による適切な治療/指導を受けながらであれば、場合によっては健常者と同様の訓練が、同等あるいはそれ以上のに奏する場合もあるが、このような対策を行わない状態で計算訓練を行うことで、無用の混乱をあたえ、精神的なダメージを与え、かえって症状を悪化させることがある。
この問題の場合は、場合によっては適切な措置により、永続的あるいは一時的に症状が改善する場合があるにもかかわらず、周囲の無理解により、性格の問題や、個性の一部と誤解され、場合によっては特別扱いされている場合もある。